# Dol pri Borovnici
Dol pri Borovnici – wieś w Słowenii, w gminie Borovnica. W 2018 roku liczyła 491 mieszkańców.